# Cyprinus longipectoralis
Cyprinus longipectoralis är en fiskart som beskrevs av Chen och Huang, 1977. Cyprinus longipectoralis ingår i släktet Cyprinus och familjen karpfiskar. Inga underarter finns listade i Catalogue of Life.